# Ambrož pod Krvavcem
Ambrož pod Krvavcem – wieś w Słowenii, w gminie Cerklje na Gorenjskem. W 2018 roku liczyła 110 mieszkańców.